# Седачёв, Константин Павлович
Константи́н Па́влович Седачёв (1838 или 1841, Томская губерния — 14 марта 1893, Верный) —  священник Алматинской станицы, член Туркестанской консистории, законоучитель Алматинского станичного училища.

## Биография
Родился в Томской губернии, сын дьяка.
Воспитание получил в духовной семинарии Томска во II разряде 15 июля 1864 г. Был сотрудником Томского епархиального попечительства с 1870 по 1872 гг. Исполнял обязанности общего духовника по благочинию Заилийских церквей с 1870 по 1872 годы. Преосвященным Сафонием, бывшем архиепископом Туркестанским и Ташкентским, допущен к исправлению должности члена Туркестанской Духовной Консистории 5 июля 1872 г.
Перемещен в город Верный к Софийской церкви. За труды и усердие по преподаванию Закона Божия в Верненских городских приходских училищах награжден набедренником (свидетельство канцелярии от 14 августа 1870 года за № 120).
В 1871 г. назначен военным священником Пророко-Ильинской церкви в Кульдже, участвовал в Кульджинском походе под началом генерала Г.А. Колпаковского. За мужество, проявленное в походе, сопричислен к ордену Св. Анны 3 степени (грамота из капитула орденов от 5 января 1873 года за № 346) и был отмечен золотым наперстным крестом на Георгиевской ленте (указ Туркестанской консистории от 15 марта 1873 года за № 340). Затем опять перемещен в город Верный.
Проходил должность законоучителя в Верненской школе крепостной артиллерии 1876 года 12 августа. В городе Верном исполнял обязанности члена комитета по постройке соборного храма с 12 января 1876 года по 2 октября 1878 года.
Утвержден в должности члена Туркестанской Духовной Консистории — указ от 8 декабря 1876 года № 1745.
Законоучитель в Верненской женской гимназии с 1 марта 1877 года по 1 июля 1879 года. За труды по должности ключаря и члена Консистории и за труды по научению истинам православной веры 5 человек язычников, изъявивших желание просветиться с крещением, Указом Туркестанской Духовной Консистории от 28 мая 1879 года № 1193 высочайше награжден бархатной фиолетовой камилавкою.
Имеет Высочайшее установленный 13 августа 1879 года знак Красного креста и свидетельство на право ношения знака № 15994 от 5 июня 1879. Исправлял должность учителя в Верненских училищах, с 18 сентября 1879 по 1882 гг.
Священник Мало-Алматинской церкви Константин Павлович Седачёв умер 14 апреля 1893 года и погребен во дворе Казанской церкви. В годы советской власти захоронение было утеряно. Тем не менее, сохранилась могильная плита, которая была найдена рядом с храмом (валялась в мусоре, как обычный камень).